# Wiersz o wiktorii Grunwaldzkiej
Wiersz o wiktorii Grunwaldzkiej (także: Pieśń o wielgiem pobiciu, inc. Anno milleno quadringentesimo deno – Roku Pańskiego tysiąc czterysta dziesiątego) – anonimowy średniowieczny wiersz w języku łacińskim, opiewający zwycięstwo Polaków nad zakonem krzyżackim w bitwie pod Grunwaldem w 1410 roku.
Utwór składa się z 52 wersów, zbudowanych z heksametrów daktylicznych, dystychów elegijnych oraz z versus caudadi (tzw. "wierszy ogoniastych"). Autor pozostaje anonimowy; prawdopodobnie był to duchowny, związany z dworem królewskim lub uniwersytetem w Krakowie. Rękopis miał zostać wręczony Władysławowi Jagielle w 1410 lub 1411 roku, co oznacza, że utwór powstał niedługo po zwycięskiej bitwie.
Konstrukcja utworu nawiązuje do typowej średniowiecznej epiki heroicznej. Wiersz rozpoczyna się od informacji o dacie zdarzenia, następnie przechodzi do opisu krzyżackiej armii, której autor nie odejmuje okazałości, ale podkreśla jednocześnie jej pychę (Krzyżacy są pewni zwycięstwa, chociaż łamią boskie przykazania). W kolejnych wersach pojawia się relacja z przybycia posłów krzyżackich z dwoma mieczami. Po tym następuje opis bitwy, której wynik przesądza sam Bóg. Na koniec pojawiają się typowe religijne pieśni dziękczynne: Te Deum oraz Gloria, laus et honor.
Oryginalny rękopis nie zachował się; tekst znany jest z kilku XV-wiecznych odpisów. Rękopisy te przechowywane są w Bibliotece Jagiellońskiej (sygn. 2115), Bibliotece Książąt Czartoryskich (sygn. 1318), Archiwum i Bibliotece Krakowskiej Kapituły Katedralnej (sygn. 229, karty 293r-293v), Bibliotece Kórnickiej (sygn. ID 52, karty 398v-399r) oraz w Staatliches Archivlager w Getyndze.
Na język polski wiersz przełożyły: Ewa Jolanta Głębicka oraz Czesława Ochałówna (prozą).